# Camacinia gigantea
Camacinia gigantea е вид водно конче от семейство Libellulidae. Видът не е застрашен от изчезване.

## Разпространение
Разпространен е във Виетнам, Източен Тимор, Индия (Асам, Западна Бенгалия, Нагаланд и Никобарски острови), Индонезия (Калимантан, Малки Зондски острови, Малуку, Папуа, Суматра и Ява), Малайзия (Западна Малайзия, Сабах и Саравак), Мианмар, Папуа Нова Гвинея, Сингапур, Тайланд и Филипини.